# Ophichthus
Ophichthus — рід морських вугрів з родини офіхтових (Ophichthidae), поширених у басейнах Тихого, Індійського та Атлантичного океанів.
Включає такі види:
- Ophichthus alleni(інші мови)  McCosker, 2010
- Ophichthus altipennis  (Kaup, 1856)
- Ophichthus aniptocheilos  McCosker, 2010
- Ophichthus apachus(інші мови)  McCosker & Rosenblatt, 1998
- Ophichthus aphotistos(інші мови)  McCosker & Chen, 2000
- Ophichthus apicalis(інші мови)  (Anonymous [Bennett], 1830)
- Ophichthus arneutes(інші мови)  McCosker & Rosenblatt, 1998
- Ophichthus asakusae(інші мови)  Jordan & Snyder, 1901
- Ophichthus bicolor(інші мови)  McCosker & Ho, 2015
- Ophichthus bonaparti(інші мови)  (Kaup, 1856)
- Ophichthus brachynotopterus(інші мови)  Karrer, 1983
- Ophichthus brasiliensis(інші мови)  (Kaup, 1856)
- Ophichthus brevicaudatus(інші мови)  Chu, Wu & Jin, 1981
- Ophichthus brevidorsalis(інші мови)  Chiu & Hibino, 2019
- Ophichthus brevirostris(інші мови)  McCosker & Ross, 2007
- Ophichthus celebicus(інші мови)  (Bleeker, 1856)
- Ophichthus cephalozona(інші мови)  Bleeker, 1864
- Ophichthus chennaiensis  Das, Mohapatra, Rajendar & Bhaskar, 2020
- Ophichthus chilkensis(інші мови)  Chaudhuri, 1916
- Ophichthus congroides(інші мови)  McCosker, 2010
- Ophichthus cruentifer(інші мови)  (Goode & Bean, 1896)
- Ophichthus cylindroideus(інші мови)  (Ranzani, 1839)
- Ophichthus echeloides(інші мови)  (D'Ancona, 1928)
- Ophichthus erabo(інші мови)  (Jordan & Snyder, 1901)
- Ophichthus exourus(інші мови)  McCosker, 1999
- Ophichthus fasciatus(інші мови)  (Chu, Wu & Jin, 1981)
- Ophichthus fowleri(інші мови)  (Jordan & Evermann, 1903)
- Ophichthus frontalis(інші мови)  Garman, 1899
- Ophichthus genie(інші мови)  McCosker, 1999
- Ophichthus gomesii(інші мови)  (Castelnau, 1855)
- Ophichthus grandoculis(інші мови)  (Cantor, 1849)
- Ophichthus hijala  (Hamilton, 1822)
- Ophichthus hirritus(інші мови)  McCosker, 2010
- Ophichthus humanni(інші мови)  McCosker, 2010
- Ophichthus hyposagmatus(інші мови)  McCosker & Böhlke, 1984
- Ophichthus ishiyamorum(інші мови)  McCosker, 2010
- Ophichthus johnmccoskeri  Mohapatra, Ray, Mohanty & Mishra, 2018
- Ophichthus kailashchandrai(інші мови)  Mohapatra, Ray, Mohanty & Mishra, 2020
- Ophichthus kunaloa(інші мови)  McCosker, 1979
- Ophichthus kusanagi  Hibino, McCosker & Tashiro, 2019
- Ophichthus lentiginosus(інші мови)  McCosker, 2010
- Ophichthus leonensis(інші мови)  Blache, 1975
- Ophichthus limkouensis(інші мови)  Chen, 1929
- Ophichthus lithinus(інші мови)  (Jordan & Richardson, 1908)
- Ophichthus longicorpus(інші мови)  Vo & Ho, 2021
- Ophichthus longipenis(інші мови)  McCosker & Rosenblatt, 1998
- Ophichthus lupus  Hibino, McCosker & Tashiro, 2019
- Ophichthus machidai(інші мови)  McCosker, Ide & Endo, 2012
- Ophichthus macrochir(інші мови)  (Bleeker, 1853)
- Ophichthus macrops(інші мови)  Günther, 1910
- Ophichthus maculatus(інші мови)  (Rafinesque, 1810)
- Ophichthus manilensis(інші мови)  Herre, 1923
- Ophichthus marginatus(інші мови)  (Peters, 1855)
- Ophichthus mccoskeri  Sumod, Hibino, Manjabrayakath & Sanjeevan, 2019
- Ophichthus mecopterus(інші мови)  McCosker & Rosenblatt, 1998
- Ophichthus megalops(інші мови)  Asano, 1987
- Ophichthus melanoporus(інші мови)  Kanazawa, 1963
- Ophichthus melope(інші мови)  McCosker & Rosenblatt, 1998
- Ophichthus menezesi(інші мови)  McCosker & Böhlke, 1984
- Ophichthus microcephalus(інші мови)  Day, 1878
- Ophichthus microstictus(інші мови)  McCosker, 2010
- Ophichthus mystacinus(інші мови)  McCosker, 1999
- Ophichthus naevius  Kodeeswaran, Kathirvelpandian, Mohapatra, Thangappan Kumar & Sarkar, 2023
- Ophichthus naga  McCosker & Psomadakis, 2018
- Ophichthus nansen  McCosker & Psomadakis, 2018
- Ophichthus obtusus(інші мови)  McCosker, Ide & Endo, 2012
- Ophichthus oligosteus  Hibino, McCosker & Tashiro, 2019
- Ophichthus olivaceus(інші мови)  McCosker & Bogorodsky, 2020
- Ophichthus omorgmus(інші мови)  McCosker & Böhlke, 1984
- Ophichthus ophis(інші мови)  (Linnaeus, 1758)
- Ophichthus pallens  (Richardson, 1848)
- Ophichthus polyophthalmus(інші мови)  Bleeker, 1864
- Ophichthus pratasensis(інші мови)  Ho, Ng & Lin, 2022
- Ophichthus pullus(інші мови)  McCosker, 2005
- Ophichthus puncticeps(інші мови)  (Kaup, 1859)
- Ophichthus remiger(інші мови)  (Valenciennes, 1837)
- Ophichthus retrodorsalis(інші мови)  Liu, Tang & Zhang, 2010
- Ophichthus rex(інші мови)  Böhlke & Caruso, 1980
- Ophichthus roseus(інші мови)  Tanaka, 1917
- Ophichthus rotundus(інші мови)  Lee & Asano, 1997
- Ophichthus rufus(інші мови)  (Rafinesque, 1810)
- Ophichthus rugifer(інші мови)  Jordan & Bollman, 1890
- Ophichthus rutidoderma(інші мови)  (Bleeker, 1852)
- Ophichthus sangjuensis  (Ji & Kim, 2011)
- Ophichthus semilunatus(інші мови)  Hibino & Chiu, 2019
- Ophichthus serpentinus(інші мови)  Seale, 1917
- Ophichthus shaoi(інші мови)  McCosker & Ho, 2015
- Ophichthus singapurensis(інші мови)  Bleeker, 1864-65
- Ophichthus spinicauda(інші мови)  (Norman, 1922)
- Ophichthus stenopterus(інші мови)  Cope, 1871
- Ophichthus tchangi(інші мови)  Tang & Zhang, 2002
- Ophichthus tetratrema(інші мови)  McCosker & Rosenblatt, 1998
- Ophichthus tomioi(інші мови)  McCosker, 2010
- Ophichthus triserialis(інші мови)  (Kaup, 1856)
- Ophichthus tsuchidae(інші мови)  Jordan & Snyder, 1901
- Ophichthus unicolor(інші мови)  Regan, 1908
- Ophichthus urolophus(інші мови)  (Temminck & Schlegel, 1846)
- Ophichthus vietnamensis  Vo, Hibino & Ho, 2019
- Ophichthus woosuitingi(інші мови)  Chen, 1929
- Ophichthus yamakawai  Hibino, McCosker & Tashiro, 2019
- Ophichthus zophistius  (Jordan & Snyder 1901)
- Ophichthus zophochir(інші мови)  Jordan & Gilbert, 1882